# Pierre Aubert
Pierre Aubert (La Chaux-de-Fonds, 3 maart 1927 – Neuchâtel, 8 juni 2016) was een Zwitsers politicus voor de Sociaaldemocratische Partij van Zwitserland uit het kanton Neuchâtel. Van 1 januari 1978 tot 31 december 1987 was hij lid van de Bondsraad. Hij was bondspresident van Zwitserland in 1983 en 1987.

## Biografie

Pierre Aubert met de Franse president François Mitterand tijdens diens staatsbezoek aan Zwitserland in 1983.

Pierre Aubert bezocht het gymnasium in La Chaux-de-Fonds en studeerde daarna rechten aan de Universiteit van Neuchâtel. Na zijn studie was hij als advocaat werkzaam. Hij sloot zich aan bij de Sociaaldemocratische Partij (SP/PS). Van 1960 tot 1968 was hij lid van de gemeenteraad van Neuchâtel en van 1961 tot 1975 was hij lid van de Grote Raad van Neuchâtel.
In 1971 deed Aubert zijn intrede in de federale politiek toen hij voor de SP in de Kantonsraad werd gekozen (tot 1977). Van 1971 tot 1977 maakte hij deel uit van het bestuur van de Universiteit van Neuchâtel.
Van 1974 tot 1977 maakte Aubert deel uit van de Zwitserse delegatie bij de Raad van Europa en zat hij in de toelatingscommissie die adviseerde over de toetreding van het democratisch geworden Portugal tot de Raad van Europa.
Pierre Aubert werd op 7 december 1977 in de Bondsraad gekozen. Hij bleef in de Bondsraad tot 31 december 1987. Tijdens zijn lidmaatschap van de Bondsraad beheerde hij het Departement van Politieke Zaken, sinds 1978 het Departement van Buitenlandse Zaken genaamd.
Als minister van Buitenlandse Zaken stond hij een beleid van actieve neutraliteit voor. Hij bezocht Zuid-Amerikaanse- en Afrikaanse landen. In Nigeria tekende hij een verklaring waarin Zwitserland apartheid afwees. Hij was de eerste Zwitserse minister die contacten aanknoopte met de Palestijnse Bevrijdingsorganisatie. In juli 1980 ontmoette hij Faruk Kaddhumi in Bern. Pierre Aubert wees voortdurend op het belang van het naleven van de mensenrechten, zowel in Zwitserland als in de rest van de wereld. In 1981 was hij voorzitter van de Raad van Ministers van de Raad van Europa.
Hij leidde een campagne voor Zwitsers lidmaatschap van de Verenigde Naties die geen succes had, want bij een referendum in 1986 was slechts 24% van de kiezers voor.
Pierre Aubert was in 1982 en in 1986 vicepresident en in 1983 en in 1987 bondspresident.
Na zijn aftreden als lid van de Bondsraad was Aubert vicevoorzitter van de Centrale Raad van Zwitserland-Israël Vereniging.